# Акбаш (Пермский край)
Акбаш (тат. Акбаш, Aqbaş, башк. Аҡбаш) — село в Бардымском районе Пермского края. Входит в состав Федорковского сельского поселения.
Находится на реке Большая Амзя примерно в 22 км к западу от села Барда, в 130 км к юго-западу от Перми.

## История
Село известно с 1742 года, как Акбашева. Местное название деревни — тат. Амзе-Баш, Әмҗебаш, Ämcebaş, баш. Әмзә-Баш.

## Население
| 2005 | 2010 |
| ---- | ---- |
| 633  | ↘540 |

В 1926 году в селе проживало 1098 башкир и 68 русских.